# Puyo Puyo SUN
Puyo Puyo Sun (яп. ぷよぷよSUN Пуёпуё Сан) — третья по счёту компьютерная игра серии Puyo Puyo. Вышла в конце 1996 года на аркадные автоматы, а потом она распространилась на игровые консоли. Игра вышла только в Японии. На PC игра вышла за пределами Японии и имеет даже обновлённую версию в США.

## Сюжет
Темный Принц снова решил создать еще одно испытание, используя специальную магию, чтобы приблизить Солнце к Земле на отдаленном острове. Это создало полу-курорт, в котором персонажи решили побывать. Арль, вместе с Карбункл, находят солнце слишком жарким и видят здание, в котором Темный Принц излучает собственную волну жары. Драко любит жаркую погоду и появляется в бикини, в то время как Щезо, который находит убежище в пещере, находит, что это просто недостаточно прохладно, и решает выяснить, что происходит.

## Игровой процесс
Как и у предшественников, Puyo попадаются с верхней части экрана попарно, их можно перемещать влево и вправо и поворачивать по часовой стрелке и против часовой стрелки на 90 °; если третий столбец слева заполняет до верха, игра окончена. Правило Sousai и Zenkesei все еще сохранялось, но каждый раз, когда игрок возражал, специальный мусор падал на экран по заранее установленному шаблону (в версии Game Boy этой игры он падал случайно). Однако каждый раз, когда игрок очищает экран, Sun Puyo падает на экран, и бонус All Clear удаляется.
| Иноязычные издания | Иноязычные издания |
| Издание            | Оценка             |
| ------------------ | ------------------ |
| IGN                | 7,2 из 10          |